# Dendronephthya hemprichi
Dendronephthya hemprichi är en korallart som beskrevs av Carl Benjamin Klunzinger 1877. Dendronephthya hemprichi ingår i släktet Dendronephthya och familjen Nephtheidae. Inga underarter finns listade i Catalogue of Life.

## Bildgalleri

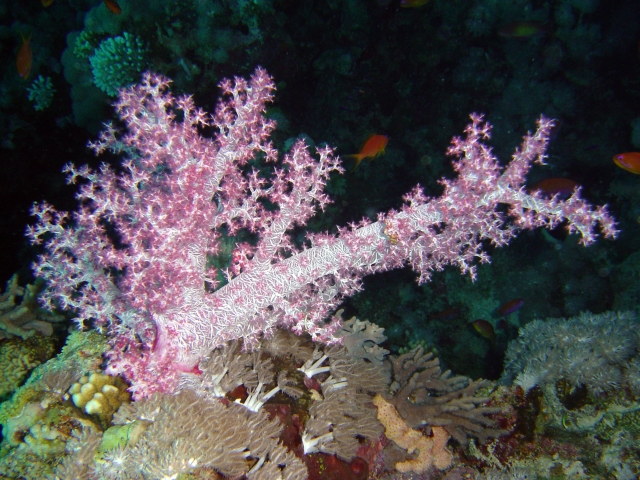
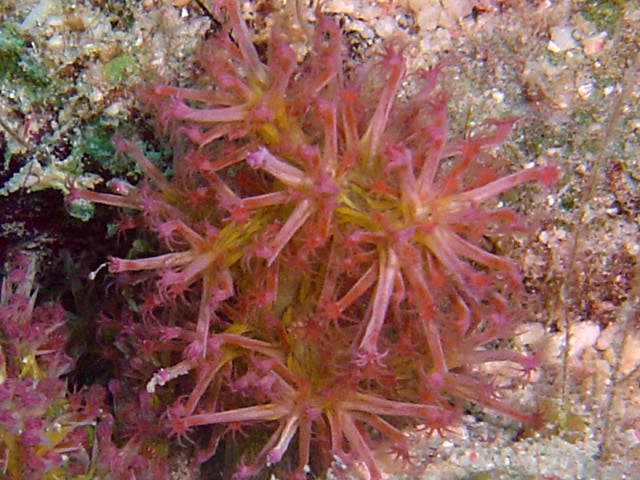